# Proximity Ligation Assay
Der Proximity Ligation Assay  (in situ PLA) ist eine biochemische Methode zum Nachweis von Protein-Protein-Interaktionen. Der PLA ist eine Kombination aus einem ELISA mit einer Signalverstärkung durch eine Polymerasekettenreaktion und daher verwandt mit einer Immuno-Polymerasekettenreaktion.

## Prinzip
Gegen beide vermuteten Interaktionspartner werden Antikörper unterschiedlicher Spezies benötigt. Nach einer Bindung zweier Interaktionspartner aneinander erfolgt die Detektion anhand von unterschiedlichen Immunkonjugaten. Die Immunkonjugate tragen unterschiedliche Oligonukleotide, die nach Zugabe zweier Adapter-Oligonukleotide aufgrund der räumlichen Nähe gemeinsam einen Ring bilden, der nach einer Ligation mithilfe einer DNA-Polymerase durch Rolling circle replication vervielfältigt wird. Somit können Interaktionen von wenigen Molekülen nachgewiesen werden, jedoch müssen spezifische Antikörper für beide Interaktionspartner vorhanden sein. Dies setzt die Kenntnis beider Partner voraus, wodurch die Methode zur Bestätigung der Ergebnisse anderer Methoden zur Bestimmung von Protein-Protein-Interaktionen verwendet wird. Mit einer Fluoreszenz-markierten Hybridisierungssonde kann mit einem Fluoreszenzmikroskop die Interaktion in Zellen und Gewebeschnitten aufgrund der fluoreszenten Färbung im Vergleich zu den Negativkontrollen nachgewiesen werden.